# 노수진
노수진(魯壽珍, 1962년 1월 10일~)은 대한민국의 전 축구 선수 및 지도자이다. 현역 시절 포지션은 공격수였다. 현재 영등포공업고등학교의 체육교사를 맡고 있다.

## 선수 경력
1986년, 유공 코끼리에서 프로 선수 경력을 시작했다. 1986년 10월 15일 열린 포항제철 아톰즈와의 경기에서 K리그 데뷔골을 기록했다. 이후 1986시즌에 3골 1도움을 기록했다. 1987년 개막전인 럭키금성 황소와의 경기에서 시즌 마수걸이 득점을 기록했다.
1993년 은퇴할 때까지 유공 코끼리 원클럽맨으로 활약하였는데 현역 마지막 해였던 1993년 5월 8일 동대문 일화전에서 은퇴식을  거행했으며 국가대표팀으로는 1986 멕시코, 1990 이탈리아 월드컵과 1986 서울 아시안게임, 1988 서울 올림픽 그리고 1988 아시안컵에 출전하였다.

## 수상

### 클럽
유공 코끼리
- K리그 우승: 1989

### 국가대표팀
대한민국 축구 국가대표팀
- 아시안게임 우승: 1986

### 개인
- K리그 최우수선수상(1회): 1989
- K리그 베스트 11(2회): 1987, 1989